# ان.تی راما رائو جونیور
ان. تی راما رائو جونیور (به انگلیسی: N. T. Rama Rao Jr.) (زاده ۲۰ می ۱۹۸۳) بازیگر، رقصنده و مجری تلویزیون هندی است که عمدتاً در سینمای تالیوود هند (زبان تلوگو) کار می‌کند. راما رائو جونیور، یکی از پردرآمدترین بازیگران هند، محسوب می‌شود، که جوایز متعددی از جمله دو جایزه فیلم‌فیر جنوب، دو جایزه ناندی و چهار جایزه CineMAA را به دست آورده‌است. نام او از سال ۲۰۱۲، او در فهرست ۱۰۰ سلبریتی فوربز هند حضور داشته است.
در رسانه‌ها از راما رائو به عنوان ببر جوان تالیوود یاد می‌شود.

## گزیده آثار بازیگری
- رامایانام (۱۹۹۷)
- می‌خواهم تو را ببینم (۲۰۰۱)
- دانش‌آموز شماره ۱ (۲۰۰۱)
- ساببو (۲۰۰۱)
- آدی (۲۰۰۲)
- رامو شیطون (۲۰۰۲)
- شهرت (۲۰۰۳)
- سامبا (۲۰۰۴)
- داماد من (۲۰۰۵)
- ناراسیمهودو (۲۰۰۵)
- آشوک (۲۰۰۶)
- راخی (۲۰۰۶)
- دزد بزرگ (۲۰۰۷)
- کانتری (۲۰۰۸)
- شگفت انگیز (۲۰۱۰)
- هم‌سرایان (۲۰۱۰)
- قدرت (۲۰۱۱)
- آفتاب‌پرست (۲۰۱۱)
- دامو (۲۰۱۲)
- پادشاه (۲۰۱۳)
- راما، تو خواهی آمد (۲۰۱۳)
- آشوب (۲۰۱۴)
- جذبه (۲۰۱۴)
- هویت (۲۰۱۵)
- تقدیم به پدرم (۲۰۱۶)
- گاراژ مردمی (۲۰۱۶)
- جای لاوا کوسا (۲۰۱۷)
- آراویندا سامدا ویرا راگاوا (۲۰۱۸)
- آرآرآر (۲۰۲۲)
- دوارا (۲۰۲۴)
- جنگ ۲ (۲۰۲۵)